# Есперанс (Њујорк)
Есперанс (енгл. Esperance) град је у америчкој савезној држави Њујорк.

## Демографија
По попису из 2010. године број становника је 345, што је 35 (-9,2%) становника мање него 2000. године.
| Група             | 2000.       | 2010.       |
| Белци             | 367 (96,6%) | 310 (89,9%) |
| Афроамериканци    | 6 (1,6%)    | 12 (3,5%)   |
| Азијати           | 4 (1,1%)    | 1 (0,3%)    |
| Хиспаноамериканци | 1 (0,3%)    | 17 (4,9%)   |
| Укупно            | 380         | 345         |